# Miserere (Mozart)
El Miserere en la menor, K. 85/73s, es una obra vocal religiosa compuesta por Wolfgang Amadeus Mozart durante su estancia en Bolonia, en el transcurso de su viaje a Italia. La obra fue escrita a finales de julio y principios de agosto de 1770, cuando tenía catorce años de edad.

## Plantilla vocal y estructura
La obra, que consta de noventa y ocho compases, está escrita para tres voces a capella (contralto, tenor y bajo), pudiendo ser acompañadas por un órgano que interpretase el bajo continuo. Su interpretación suele durar unos diez minutos.
Consta de ocho movimientos:
1. Miserere mei, Deus
2. Amplius lava me
3. Tibi soli
4. Ecce enim
5. Auditui meo
6. Cor mundum
7. Redde mihi laetitiam
8. Libera me